# 다가군

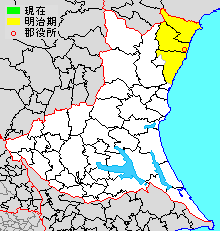
이바라키현 다가군의 범위

다가군(多賀郡)은 일본 이바라키현(히타치국)에 있던 군이다.

## 군역
1878년 행정 구역으로 발족 당시의 군역은 아래 구역에 해당한다.
- 다카하기시, 기타이바라키시 전역
- 히타치시의 대부분

## 역사
- 1878년 12월 2일 - 군구정촌 편제법이 이바라키현에서 시행되면서 행정구역으로서의 다기군이 발족. 일부 촌의 소속이 구지군으로 변경됨.

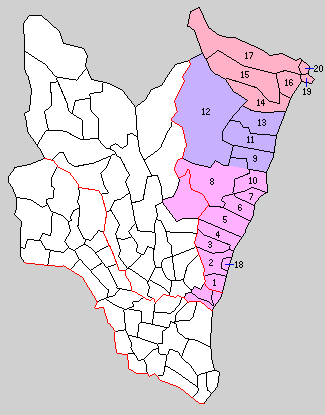
1.사카우에촌 2.고쿠부촌 3.아유카와촌 4.다카스즈촌 5.히타치촌 6.히다카촌 7.도요우라정 8.구로사키촌 9.마쓰바라정 10.구시가타촌 11.마쓰오카촌 12.다카오카촌 13.미나미나카고촌 14.기타나카고촌 15.하나카와촌 16.세키나미촌 17.세키모토촌 18.가와라고정 19.오쓰정 20.히라가타정
(분홍:히타치시 보라:다카하기시 빨강:기타이바라키시)

- 1889년 4월 1일 - 정촌제 시행으로, 아래의 정촌이 발족.(5정 15촌)
  - 사카우에촌(坂上村), 고쿠부촌(国分村), 아유카와촌(鮎川村), 다카스즈촌(高鈴村), 히타치촌(日立村), 히다카촌(日高村), 도요우라정(豊浦町): 현 히타치시
  - 구로사키촌(黒前村): 현 히타치시, 다카하기시
  - 마쓰바라정(松原町): 현 다카하기시
  - 구시가타촌(櫛形村): 현 히타치시
  - 마쓰오카촌(松岡村), 다카오카촌(高岡村): 현 다카하기시
  - 미나미나카고촌(南中郷村), 기타나카고촌(北中郷村), 하나카와촌(華川村), 세키나미촌(関南村), 세키모토촌(関本村): 현 기타이바라키시
  - 가와라고정(河原子町): 현 히타치시
  - 오쓰정(大津町), 히라가타정(平潟町): 현 기타이바라키시
- 1924년 8월 26일 - 히타치촌이 정제 시행으로 히타치정(日立町)이 됨.(6정 14촌)
- 1925년 1월 1일(8정 12촌)
  - 다카스즈촌이 정제 시행과 개칭으로 스케가와정(助川町)이 됨.
  - 기타나카고촌이 정제 시행과 개칭으로 이소하라정(磯原町)이 됨.
- 1928년 4월 17일 - 마쓰오카촌이 정제 시행으로 마쓰오카정(松岡町)이 됨.(9정 11촌)
- 1937년 10월 1일 - 마쓰바라정이 개칭하여 다카하기정(高萩町)이 됨.
- 1938년 4월 1일 - 가와라고정·고쿠부촌·아유카와촌이 합병하여, 다가정(多賀町)이 발족.(9정 9촌)
- 1939년 9월 1일 - 히타치정·스케가와정이 합병하여, 히타치시(日立市)가 발족, 군에서 이탈.(7정 9촌)
- 1941년 2월 11일 - 사카우에촌이 다가정에 편입.(7정 8촌)
- 1954년 11월 23일 - 다카하기정·마쓰오카정·다카오카촌 및 구로사키촌의 일부·구시가타촌의 일부가 합병하여, 다카하기시(高萩市)가 발족, 군에서 이탈.(5정 7촌)
- 1955년
  - 2월 11일 - 구시가타촌·구로사키촌이 합병하여, 주오촌(十王村)이 발족.(5정 6촌)
  - 2월 15일 - 다가정·히다카촌이 히타치시에 편입.(4정 5촌)
  - 4월 1일 - 이소하라정·하나카와촌이 합병하여, 새로이 이소하라정이 발족.(4정 4촌)
- 1956년
  - 1월 1일 - 주오촌이 정제 시행으로 주오정(十王町)이 됨.(5정 3촌)
  - 3월 31일 - 이소하라정·오쓰정·히라가타정·미나미나카고촌·세키나미촌·세키모토촌이 합병하여, 기타이바라키시(北茨城市)가 발족, 군에서 이탈.(2정)
  - 9월 20일 - 도요우라정이 히타치시에 편입.(1정)
- 2004년 11월 1일 - 주오정이 히타치시에 편입. 당일 다가군이 소멸됨. 이바라키현 내에서는 1896년 군 개편 이후 첫 군 소멸이다.

## 참고 문헌
- 《가도카와 일본 지명 대사전》 편집위원회, 편집. (1983년 12월 1일). 《가도카와 일본 지명 대사전》. 8 이바라키현. 가도카와 쇼텐. ISBN 4040010809.